# 팔마 베키오
팔마 베키오(Palma Vecchio, 1480년 ~ 1528년)는 이탈리아의 화가이다. 벨리니의 제자로 지오르지오네·티치아노의 영향을 받았다. 그는 르네상스의 베네치아 파를 대표하는 화가로, 성화와 유연한 색조로 그린 미녀의 초상화 등으로 유명하다. 작품에 <아담과 이브> <비너스> <마리아의 피승천> <목자의 예배> <야곱과 라헬의 만남> 등이 있다.

## 주요 작품

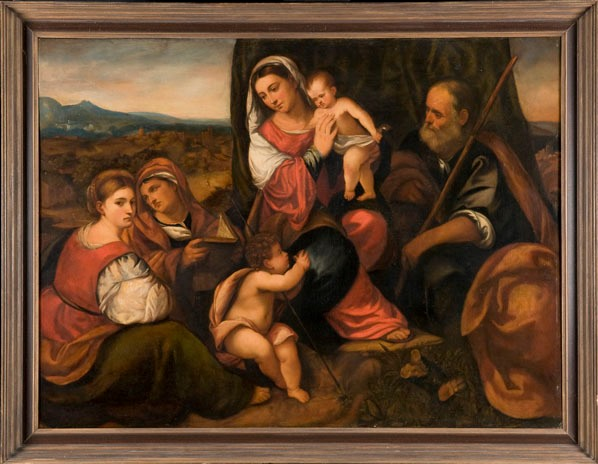
De heilige familie
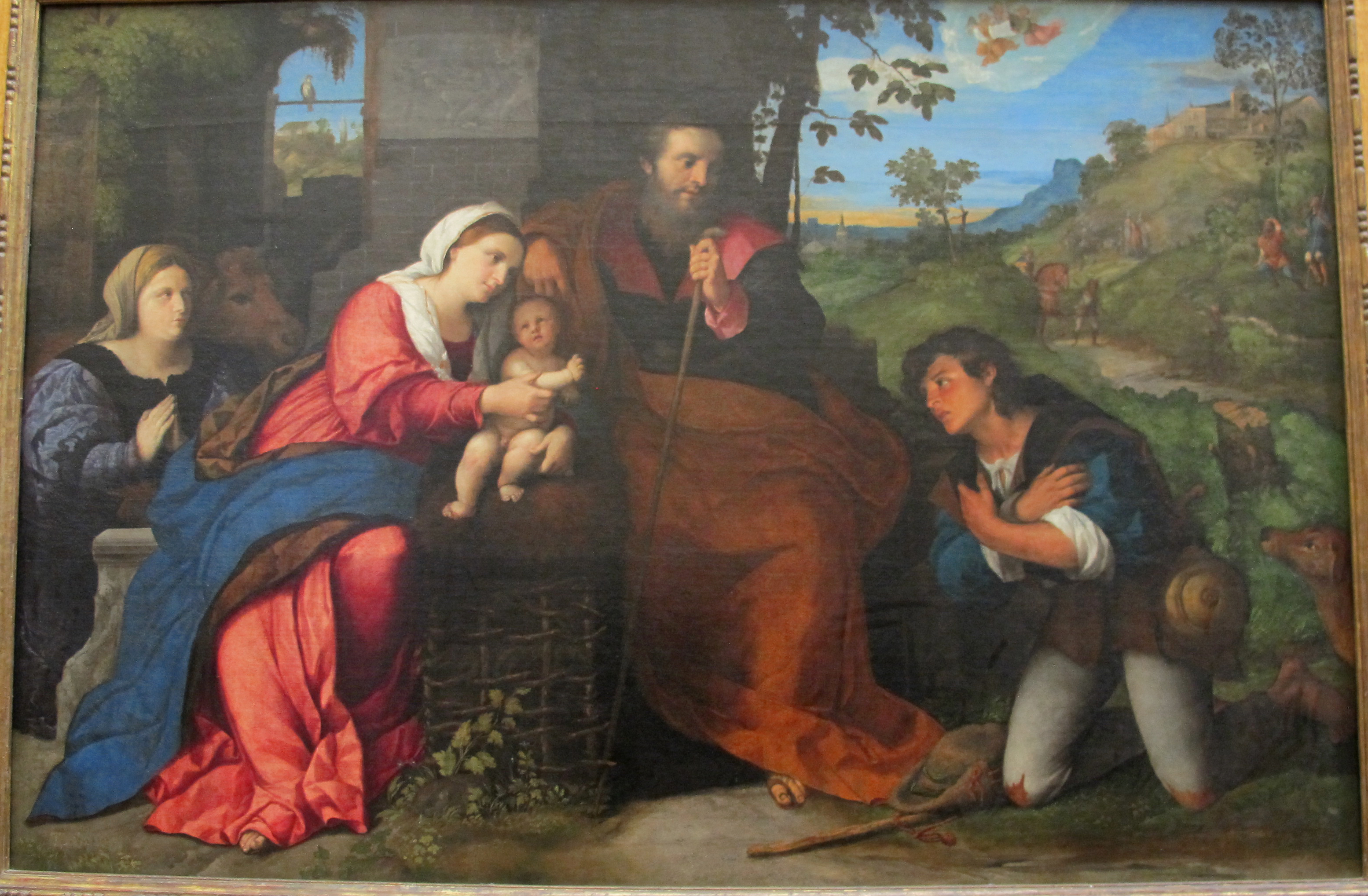
The Adoration of the Sheperds with a Donor
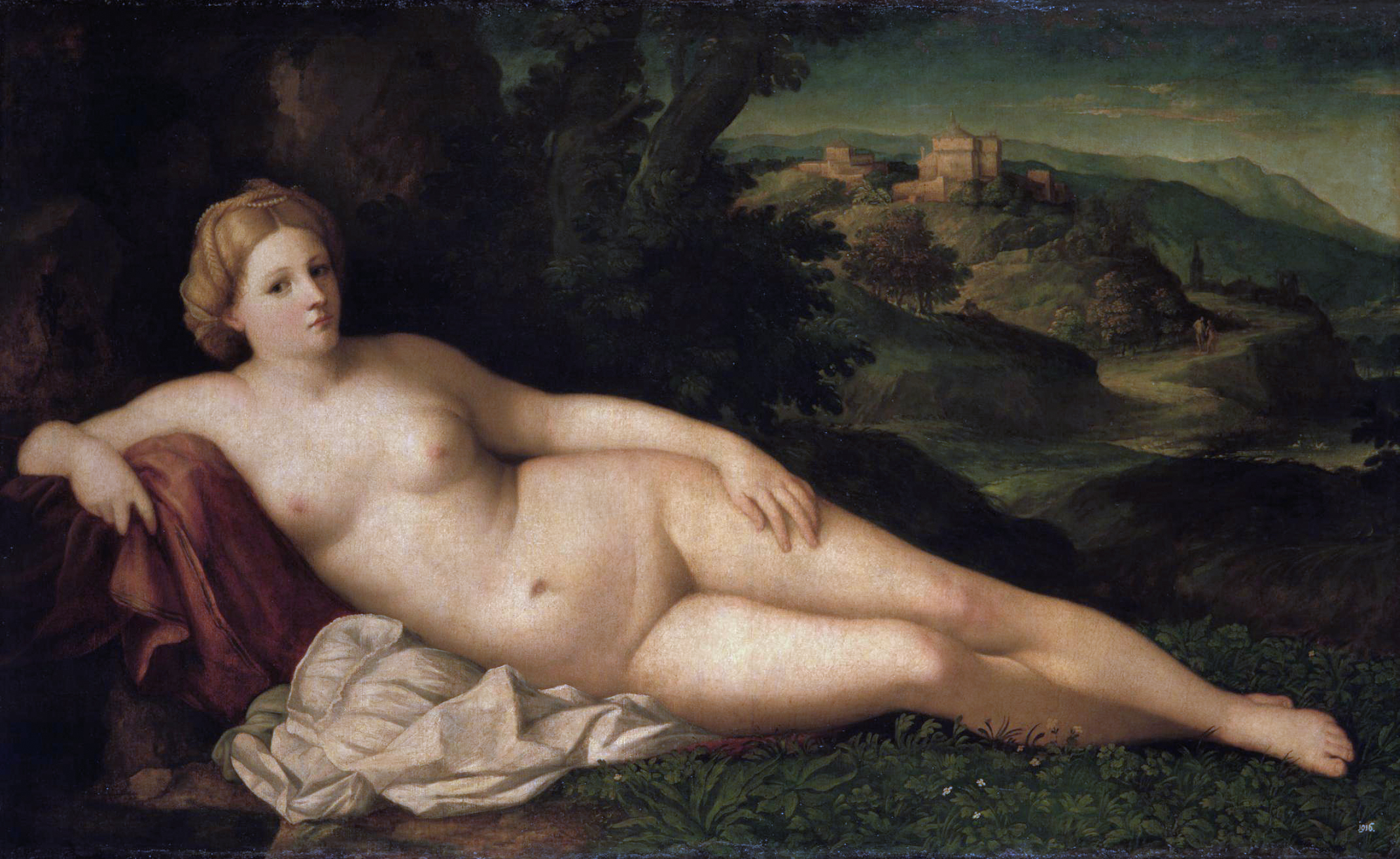
Resting Venus